# Südliche Tigerkatze
Die Südliche Tigerkatze (Leopardus guttulus), auch Südliche Ozelotkatze, Brasilianische Tigerkatze oder Südliche Oncilla genannt, ist eine kryptische Art aus der Gattung der Pardelkatzen (Leopardus). Die Art wurde erst im Jahr 2013 als eigenständig erkannt, nachdem eine Wissenschaftlergruppe bei der Untersuchung der natürlichen Hybridbildung von Tigerkatze (Leopardus tigrinus), Kleinfleckkatze (Leopardus geoffroyi) und Pantanal-Pampaskatze (Leopardus braccatus) entdeckte, dass die Tigerkatze aus zwei Populationen besteht, die sich nicht untereinander fortpflanzen. Für die südliche Population wurde die neue Art aufgestellt.

## Merkmale
Im Vergleich mit der hellbraunen Grundfärbung der Nördlichen Tigerkatze soll das Fell der Südlichen Tigerkatze etwas dunkler und eher gelbbraun sein, die Flecken sind meist etwas größer. Melanismus ist bei beiden Arten häufig. Außerdem ist die Südliche Tigerkatze etwas stämmiger, hat einen dickeren Schwanz und kleinere, rundere Ohren. Die Rückseite der Ohren ist bei beiden Arten schwarz mit einem dunklen Fleck in der Mitte. Der Schwanz der Südlichen Tigerkatze hat 7 bis 13 unregelmäßige, dünne, dunkle Ringe und eine schwarze Spitze. Bei der Nördlichen Tigerkatze ist er weniger auffällig geringelt. Da beide Arten aber in ihrer Fellfärbung variabel sind, können sie optisch nicht sicher unterschieden werden. Bei beiden beträgt die Schwanzlänge etwa 60 % der Kopf-Rumpf-Länge.

## Verbreitung

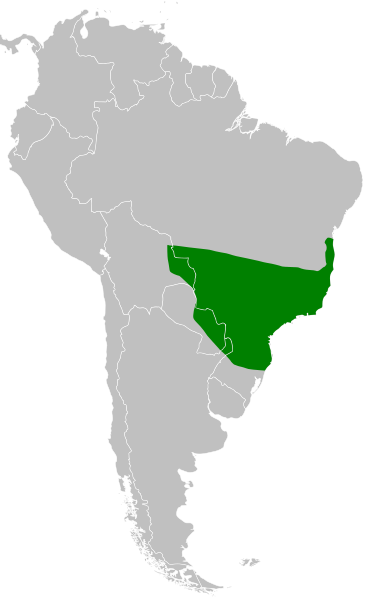
Das Verbreitungsgebiet der Südlichen Tigerkatze

Beide Arten bewohnen auch verschiedene Ökosysteme. Die Südliche Tigerkatze kommt vom brasilianischen atlantischen Regenwald bis zum Pantanal vor, dort allerdings nur in trockeneren Regionen, während die Nördliche Tigerkatze im Cerrado, den halbtrockenen Savannen Zentral-Brasiliens, und in der Caatinga, den trockenen Strauchwäldern im nordöstlichen Brasilien, vorkommt. An der Grenze von Cerrado und Küstenregenwald kommen beide Katzenarten gemeinsam vor. Die Südliche Tigerkatze hybridisiert mit der Kleinfleckkatze, die Nördliche Tigerkatze mit der Pampaskatze.

## Nahrung
Die Südliche Tigerkatze ernährt sich vor allem von kleinen Wirbeltieren wie Mäusen, Spitzmäusen, Vögeln und Echsen. Hin und wieder erlegt die Art auch größere Beute wie kleine Affen, Agutis oder Enten.